# Midnight Resistance (Band)
Midnight Resistance ist ein deutsches Musikprojekt.

## Geschichte
Multiinstrumentalist und Sänger Nicolay Frank gründete die Band 2007, nachdem er schon in diversen Musikprojekten in Erscheinung getreten ist. Ende des Jahres 2007 komplettierten der Gitarrist Gorden und Keyboarder Greg das neue Band Line-Up.
Nachdem die ersten Songs auf verschiedenen Kompilationen erschienen sind, produzierte Frank das Debüt-Album Remote, welches am 19. August 2008 auf dem amerikanischen Label A Different Drum veröffentlicht wurde.
Im Jahre 2011 veröffentlichte die Band ihre Single Living a Lie auf dem deutschen Label Remote-Music. Anfang 2012 wechselte Midnight Resistance zu Farscape Records, bei der das neue Album The Mirror Cage für den 25. Mai 2012 angekündigt ist.

## Diskografie

### Studioalben
- 2008: Remote (A Different Drum)
- 2012: The Mirror Cage (Farscape Records)

### Singles
- 2011: Living a Lie (Remote-Music)